# Сидоренко Данило Павлович
Данило Павлович Сидоренко (нар. 13 січня 2003) — український футболіст, центральний захисник «Локомотив» (Київ)

## Життєпис
У ДЮФЛУ з 2016 по 2020 рік виступав за «Інтер» (Дніпро) та «Шахтар» (Донецьк).
На початку жовтня 2020 року перейшов до «Інгульця», у футболці якого виступав за юнацьку команду клубу. Також встиг зіграти 2 матчі за молодіжну команду петрівчан. Другу половину сезону 2020/21 років провів у юнацькій команді «Колоса».
У середині липня 2021 року підсилив «Кремінь». У футболці кременчуцького клубу дебютував 24 липня 2021 року в переможному (2:0) домашньому поєдинку 1-го туру Першої ліги України проти «ВПК-Агро». Данило вийшов на поле в стартовому складі та відіграв увесь матч, а на 15-ій хвилині отримав жовту картку.
У липня 2023 року підписав контракт з професійним клубом «Локомотив» (Київ), який бере участь у матчах Другої ліги України з футболу.